# 朝倉和仁
朝倉 和仁（あさくら かずひと、1962年5月16日 - ）は、日本の政治家。岐阜県安八郡輪之内町長（1期）。

## 来歴
輪之内町出身。輪之内町立福束小学校、輪之内町立輪之内中学校、岐阜県立大垣南高等学校、早稲田大学を卒業した。1986年（昭和61年）、岐阜県庁に入庁した。恵那県事務所長、人事委員会事務局長、都市建築部次長を務めた。
2023年5月19日告示、同年5月14日投票の輪之内町長選挙では、無所属現職の木野隆之、無所属新人の高橋圭司との三つ巴を制し初当選した
。
※当日有権者数：7,388人 最終投票率：57.49%（前回比：4.16pts）
| 候補者名 | 年齢 | 所属党派 | 新旧別 | 得票数  | 得票率 | 推薦・支持 |
| -------- | ---- | -------- | ------ | ------- | ------ | ---------- |
| 朝倉和仁 | 60   | 無所属   | 新     | 2,533票 | 59.97% |            |
| 木野隆之 | 76   | 無所属   | 現     | 1,530票 | 36.22% |            |
| 高橋圭司 | 47   | 無所属   | 新     | 161票   | 3.81%  |            |